# アルバータベナトル
アルバータベナトル（学名：Albertavenator、「アルバータ州のハンター」の意）は、カナダアルバータ州ホースシューキャニオン層から発見され、後期白亜紀のマーストリヒチアンに生息していたトロオドン科の恐竜の属。A. curriei の一種のみが含まれる。アルバータヴェナトルなどとも表される。

## 概要

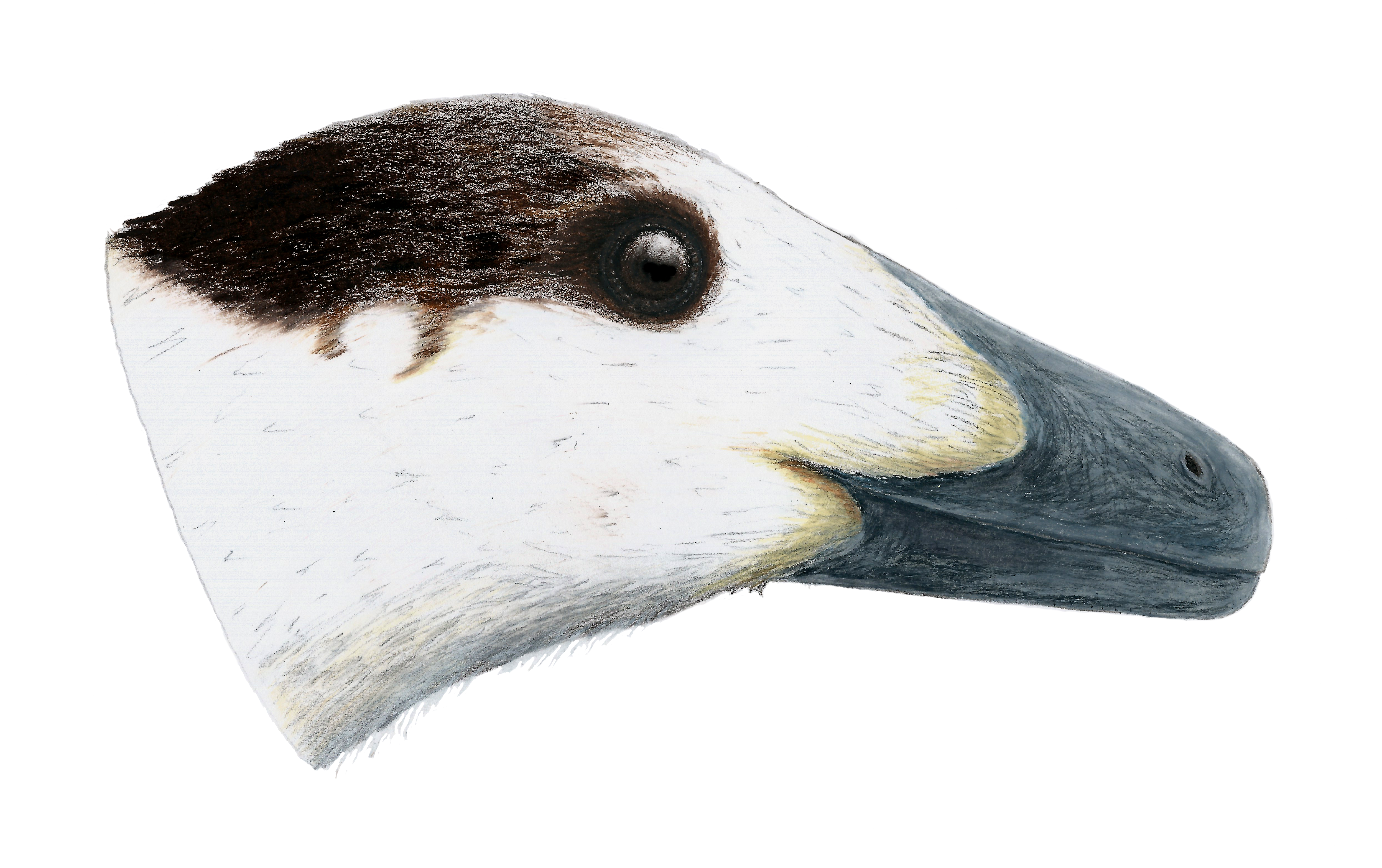
頭部の復元

化石は、1990年代にカナダアルバータ州ホースシューキャニオン層（後期白亜紀マーストリヒチアン）から発見され、2017年に記載された。化石は、左前頭骨に基づいている。属名 Albertavenator は、アルバータ州のハンターを意味し、種小名の curriei は、フィリップ・J・カリーに因んだものである。アルバータベナトルの発見により、この地域に様々な種類の小型恐竜がいた可能性が浮上した。推定全長は約2メートルと推測されている。しかし、アルバータベナトルの発見は、断片的な化石から種を特定することが困難なため、小型恐竜の多様性が現在過小評価されている可能性があることを示している。